# Westminstrska opatija
Westminstrska opatija, uradno imenovana kolegijska cerkev svetega Petra pri Westminstru, je velika, predvsem gotska samostanska cerkev v mestu Westminster v Londonu v Angliji, tik zahodno od Westminstrske palače. Je ena najpomembnejših verskih stavb Združenega kraljestva in tradicionalno mesto kronanja in pokopavanja angleških in pozneje britanskih monarhov. Sama stavba je bila benediktinska samostanska cerkev, dokler leta 1539 samostan ni bil razpuščen. Med letoma 1540 in 1556 je imela status stolnice. Od leta 1560 stavba ni več samostanska ali stolnica ampak ima status anglikanske cerkve Royal Peculiar - cerkev, ki je odgovorna neposredno vladarju. (peculiar velja za cerkvena okrožja, župnije, kapele ali cerkve, ki niso v pristojnosti škofa in nadškofa škofije, v kateri so. Vključujejo ločeno ali 'posebno' pristojnost monarha, drugega nadškofa, škofa ali dekana in kapitlja stolnice - tudi viteze templjarje in viteze hospitalce).
Po tradiciji je o njej prvi poročal benediktinski menih Sulcard okoli leta 1080, ko je bila cerkev na mestu (takrat znanem kot Thorn Ey (otok Thorn)) ustanovljena v 7. stoletju, v času Mellitusa, londonskega škofa. Gradnja sedanje cerkve se je začela leta 1245 po ukazu kralja Henrika III.
Od kronanja Viljema Osvajalca leta 1066 so bila v Westminstrski opatiji vsa kronanja angleških in britanskih monarhov. Od leta 1100 je bilo v opatiji 16 kraljevih porok. Kot grobišče več kot 3300 oseb, ki so v britanski zgodovini kaj pomenile (vključno z najmanj šestnajstimi monarhi, osmimi predsedniki vlad, pesniki, igralci, znanstveniki in vojaškimi voditelji ter neznani bojevnik), je včasih Westminstrska opatija opisano kot britanska Valhala, po ikonični pokopni dvorani nordijske mitologije.

## Zgodovina
Tradicija trdi, da je Aldrich, mladi ribič na reki Temzi, imel vizijo sv. Petra v bližini najdišča. Zdi se, da je to navedlo izvor lososa, ki so ga ribiči na Temzi v poznejših letih ponudili opatiji - običaj, ki ga Ribiška družba še vedno spoštuje vsako leto. Zabeleženi izvor opatije sega v 960-ta ali začetek 970-ih, ko sta sv. Dunstan in kralj Edgar na tem mestu postavila skupnost benediktinskih menihov.

### 1042: Edvard Spoznavalec začne obnavljati samostan sv. Petra
Med letoma 1042 in 1052 je kralj Edvard Spoznavalec (vladal 1042–1066) začel obnavljati opatijo svetega Petra, da bi si zagotovil prostor za grobnico. Bila je prva cerkev v Angliji, zgrajena v romanskem slogu. Stavba je bila dokončana okoli leta 1060, posvečena pa je bila 28. decembra 1065, le teden dni pred Edvardovo smrtjo 5. januarja 1066. Teden dni kasneje so ga pokopali v cerkvi in devet let pozneje je bila poleg njega pokopana tudi njegova žena Edith. Njegov naslednik Harold Godwinson je bil verjetno okronan v opatiji, čeprav je prvo dokumentirano kronanje Viljema Osvajalca pozneje istega leta.
Edina obstoječa upodobitev Edvardove opatije skupaj s sosednjo Westminstrsko palačo je v tapiseriji iz Bayeuxa. Nekateri spodnji deli samostanskega dormitorija, podaljšek južnega transepta, so ohranjeni v normanskem podzemlju Velike šole, vključno z vrati, za katera pravijo da izvirajo iz zgodnje saške opatije. Povečanje donacij je podprlo skupnost, ki se je iz prvotnih 12 menihov povečala na okoli 80 menihov.

### Gradnja sedanje cerkve
Opat in menihi so bili v bližini kraljeve Westminstrske palače,, sedeža vlade iz poznejšega 13. stoletja, v stoletjih po normanskem osvajanju postali močna sila. Opat iz Westminstra je bil pogosto zaposlen v kraljevi službi in je pravočasno zasedel svoje mesto v lordskem domu. Osvobojeni bremen duhovnega vodstva, ki je v drugi polovici 10. stoletja prešlo na reformirano gibanje Cluniac in zasedeno z upravljanjem velikih zemljiških posesti, od katerih so nekatera ležala daleč od Westminstra, »so benediktinci dosegli izjemno stopnjo identifikacije posvetnega življenja njihovega časa, zlasti z življenjem višjega sloja«, zaključuje Barbara Harvey, kolikor njena upodobitev vsakdanjega življenja ponuja širši pogled na skrbi angleške gospode v visokem in poznem srednjem veku.
Bližina Westminstrske palače se ni razširila na zagotavljanje menihov ali opatov z visokimi kraljevskimi vezmi; v družbenem izvoru so bili benediktinci iz Westminstra tako skromni kot večina reda. Opat je ostal lord graščine Westminster, saj je okoli njega raslo mesto z dvema do tremi tisoč prebivalci: samostan je kot potrošnik in delodajalec pomagal spodbuditi mestno gospodarstvo, odnosi z mestom pa so ostali nenavadno prisrčni, vendar v srednjem veku ni bila izdana nobena listina o ugodnostih.
Opatija je postala mesto kronanja normanskih kraljev. Noben tam ni bil pokopan do Henrika III., intenzivno predan kultu Spoznavalca, je obnovil opatijo v anglo-francoskem gotskem slogu kot svetišče v čast kralja Edvarda Spoznavalca in kot primerno mesto za Henrikovo kraljevo grobnico pod najvišjo gotsko ladjo v Angliji. Kasneje so Spoznavalčeve relikvije igrale veliko vlogo pri njegovi [[kanonizacija|kanonizaciji. 
Gradnjo sedanje cerkve je leta 1245 začel Henrik III.  who selected the site for his burial., ki je mesto izbral za svoj pokop. Prva gradbena faza je vključevala celoten vzhodni konec, transepte in najbolj vzhodno obočno polo ladje. Marijina kapela, zgrajena okoli leta 1220 na skrajnem vzhodnem koncu, je bila vgrajena v prezbiterij nove stavbe, vendar je bila pozneje nadomeščena. To delo je moralo biti v veliki meri končano do leta 1258–60, ko se je začela druga faza. Ta je ladjo povečala za dodatnih pet obočnih pol in jo pripeljala za eno onkraj kora. Tu se je gradnja ustavila okoli leta 1269, 13. oktobra istega leta je potekal obred posvetitve in se gradnja zaradi Henrikove smrti ni nadaljevala. Stara romanska ladja je na novo stavbo ostala pritrjena več kot stoletje, dokler ni bila podrta v poznem 14. stoletju in obnovljena od leta 1376 in je natančno sledila prvotni (in do zdaj zastareli) zasnovi. Gradnjo je v veliki meri dokončal arhitekt Henry Yevele v času vladavine Riharda II.. 
Henrik III. je naročil tudi edinstven kozmatski tlak pred visokim oltarjem (tlak je bil pred kratkim obsežno očiščen in konzerviran in ga je dekan ponovno posvetil 21. maja 2010).
Henrik VII. je leta 1503 dodal kapelo v perpendicular slogu, posvečeno Blaženi Devici Mariji (znana kot Kapela Henrika VII. ali 'Marijina kapela'). Velik del kamna je prišel iz Caena v Franciji (caenski kamen), otoka Portland (portlandski kamen) in francoske doline Loare (tufski apnenec). Kapela je bila dokončana okoli leta 1519.

### 16. in 17. stoletje: ukinitev in obnova
V zgodnjem 16. stoletju se je pod vodstvom opata Johna Islipa začel projekt za dodajanje dveh stolpov na zahodni del cerkve. Ti so bili delno zgrajeni do nivoja strehe, ko so se gradbena dela ustavila zaradi negotovosti, ki jo je povzročila angleška reformacija.
Leta 1535, v času razpada samostanov, je letni prihodek opatije znašal 3000 funtov (kar bi leta 2018 znašalo £ 1.800.000).

#### 1540–1550: 10 kot stolnica
Henrik VIII. je leta 1539 prevzel neposredni nadzor in leta 1540 opatiji podelil status stolnice z istočasno izdajo patentnih pisem o ustanovitvi škofije Westminster. S podelitvijo statusa opatijske stolnice je kralj pridobil izgovor, da jo je rešil pred uničenjem ali razpadom, ki je v tem obdobju doletela večino angleških opatij.
Henrikovi agenti so iz opatije odstranili številne relikvije, podobe svetnikov in zaklade. Zlati feretorij, v katerem je bila krsta Edvarda Spovednika, je bil stopljen, menihi pa so skrili njegove kosti, da bi jih rešili pred uničenjem. Samostan je bil razpuščen in stavba je postala stolnica za novoustanovljeno škofijo Westminster.

#### Po letu 1550: nemirni časi
Westminstrska škofija je bila leta 1550 razpuščena, vendar je bila opatija do leta 1556 priznana (leta 1552, retroaktivno od leta 1550) kot druga stolnica Londonske škofije. Že star izraz »oropati Petra, da bi plačal Pavlu« je morda dobil nov pomen, ko je bil denar, namenjen opatiji, ki je posvečena svetemu Petru, preusmerjen v zakladnico stolnice svetega Pavla.
Opatijo so benediktinci obnovili pod katoliško Marijo I., vendar so jih leta 1559 znova izgnali pod Elizabeto I.. Leta 1560 je Elizabeta znova ustanovila Westminster kot "Royal Peculiar" - cerkev anglikanske cerkve, ki je neposredno odgovorna vladarju, ne pristojnemu škofu - in iz njega naredila kolegijsko cerkev svetega Petra (to je nekatoliška cerkev s priloženim kapitljem kanonikov, ki jo je vodil dekan). Od tega datuma naprej je bila stavba preprosto cerkev, čeprav se je še vedno imenovala opatija. Elizabeta je tudi ponovno ustanovila Westminster School, ki je nudila 40 študentom (kraljevim (ali kraljičinim) štipendistom) in njihovim učiteljem. Kraljevi učenjaki imajo med kronanjem novega monarha dolžnost vzklikati Vivat Rex ali Vivat Regina (Naj živi kralj/kraljica). V sodobnem času dekan Westminstrske opatije ostaja predsednik šolskih guvernerjev.
Škodo je utrpela v nemirnih 1640-ih, ko so jo napadli puritanski ikonoklasti, vendar so jo v obdobju Commonwealtha znova zaščitile tesne vezi z državo. Oliver Cromwell je bil tam leta 1658 deležen primernega pogreba, ki je bil prekinjen januarja 1661 in posmrtno obešen na vešalih v Tyburnu.

### 1722–1745: gradnja zahodnih stolpov
Konec 17. stoletja je bil arhitekt Christopher Wren imenovan za prvega nadzornika struktur v opatiji. Začel je s projektom obnove zunanjosti cerkve, ki ga je nadaljeval njegov naslednik William Dickinson. Po več kot dvesto letih sta dva zahodna stolpa opatije v 1740-ih v gotsko-baročnem slogu zgradila Nicholas Hawksmoor in John James. Zgrajena sta iz portlandskega kamna, ki je zgoden primer neogotske zasnove. Purbeckški marmor je bil uporabljen za stene in tla Westminstrske opatije, čeprav so različni nagrobniki izdelani iz različnih vrst marmorja. Nadaljnja obnova in rekonstrukcija se je zgodila v 19. stoletju pod sirom Georgeom Gilbertom Scottom.
V 1830-ih je bila korna pregrada ki je ločevala ladjo od kora, ki jo je oblikoval Nicholas Hawksmoor, zamenjana s pregrado, ki jo je oblikoval Edward Blore. Na pregradi sta spomenika znanstveniku Isaacu Newtonu in vojaškemu generalu Jamesu Stanhopu.
Nadaljnja obnova se je zgodila v 19. stoletju pod vodstvom arhitekta Georgea Gilberta Scotta, ki je obnovil dele kapitlja in severne verande ter zasnoval nov oltar in retabel za križišče. Njegov naslednik, J. L. Pearson, je končal delo na severnih verandah in rekonstruiral tudi severno rozeto.
Narteks (portik ali vhodna dvorana) za zahodni fasadi je zasnoval sir Edwin Lutyens sredi 20. stoletja, vendar ni bil zgrajen. Podobe opatije pred gradnjo stolpov so maloštevilne, čeprav uradna spletna stran opatije navaja, da je stavba imela »stolpe, ki so bili v srednjem veku nedokončani«.

### 20. stoletje
V opatiji so leta 1913 in 1914 potekali protesti sufražetk Molitve za zapornike. Protestniki so se udeležili bogoslužja in prekinili postopke s petjem Bog obvaruj gospo Pankhurst in molitvijo za zapornice sufražetk. V enem od protestov se je ženska med pridigo canterburyjskega nadškofa priklenila na svoj stol. 11. junija 1914 je v opatiji eksplodirala bomba, ki so jo postavile sufražetke iz Ženske socialne in politične unije. O resnih poškodbah ni bilo poročil, vendar je bomba odletela v vogal kronskega stola. To je tudi povzročilo, da se je Stone of Scone zlomil na pol, čeprav so to odkrili šele leta 1950, ko so štirje škotski nacionalisti vdrli v cerkev, da bi ukradli kamen in ga vrnili na Škotsko.
V pripravah na bombne napade med drugo svetovno vojno so kronalni stol in številne zapise opatije preselili iz mesta, kamen iz Sconea pa zakopali. Leta 1941, v noči na 10. maj in zgodaj zjutraj 11. maja, so zažigalne bombe zadele območje Westminstrske opatije in streho. Čeprav so pomožna gasilska služba in opatijski požarni opazovalci lahko zaustavili širjenje ognja na celotno cerkev, so bili dekanat in tri bivališča opatije in osebja močno poškodovani, stolp luči nad križiščem pa se je zrušil in pustil opatijo odprto proti nebu. Škoda je bila ocenjena na 135.000 funtov. Nekaj poškodb je še vedno mogoče videti v kapeli RAF, kjer je majhna luknja v steni nastala zaradi bombe, ki je padla zunaj kapele. Nihče ni bil ubit in opatija je med vojno še naprej opravljala službe. Ko so se sovražnosti prenehale, so bili evakuirani predmeti vrnjeni v opatijo, 60.000 vreč s peskom so umaknili in nad prehodom zgradili novo trajno streho. Arhitekta Edwin Lutyens in Edward Maufe sta med drugo svetovno vojno izdelala dva različna načrta za narteks (vhodno dvorano) za zahodno pročelje, vendar nobeden ni bil zgrajen.
Zaradi svoje izjemne univerzalne vrednosti je bila opatija leta 1987, skupaj z bližnjo Westminstrsko palačo in cerkvijo sv. Marjete, uvrščena na Unescov seznam svetovne dediščine.
Leta 1997 je opatija, ki je takrat vsako leto sprejela približno 1,75 milijona obiskovalcev, začela obiskovalcem zaračunavati vstopnino na vratih (čeprav je pristojbina za vstop v vzhodno polovico cerkve obstajala že pred letom 1600).

### 21. stoletje
Junija 2009 so bila predlagana prva večja gradbena dela v opatiji po 250 letih. Korona - arhitekturna značilnost, ki je podobna kroni - je bilo predlagano, da se zgradi okoli laterne nad osrednjim križiščem, ki bi nadomestila obstoječo piramidalno zgradbo iz 1950-ih. To je bilo del širšega razvoja opatije v višini 23 milijonov funtov, z dokončanjem leta 2013.
Dekan in kapitelj sta 4. avgusta 2010 sporočila, da »se z večjim obsegom predhodnih in raziskovalnih del« prizadevanja za izgradnjo korone ne bodo nadaljevana. Leta 2012 so arhitekti Panter Hudspitha dokončali prenovo prodajalne hrane iz 14. stoletja, ki so jo prvotno uporabljali menihi iz opatije in jo spremenili v restavracijo s pohištvom iz angleškega hrasta, ki so ga izdelali Luke Hughes in Company. To je zdaj kavarna Cellarium in terasa.
29. aprila 2011 se je v opatiji zgodila poroka princa Williama in Catherine Middleton.
Ob kraljičinem diamantnem jubileju so v srednjeveškem triforiju opatije uredili galerijo. To je razstavno območje zakladov opatije na galerijah visoko okoli cerkvene ladje. Nov gotski dostopni stolp z dvigalom je zasnoval opatijski arhitekt in upravnik Ptolemej Dean. Nove galerije so odprli junija 2018.

## Arhitektura
Stavba je v glavnem zgrajena iz kamna Reigate, položenega v angleškem gotskem decorated slogu. Cerkev ima ladjo z enajst obočnimi polami in stranskima ladjama, transeptoma in korom z ambulatorijem in žarkastimi kapelami. Stavba je podprta z dvema nivojema zunanjih opornikov. Zahodni del ladje in zahodno sprednjo stran je oblikoval Henry Yevele v perpendicular slogu. Kapelo Henrika VII. sta v poznem perpendicular slogu iz kamna Huddlestone zgradila verjetno Robert in William Vertue. Zahodne stolpe je zasnoval Nicholas Hawksmoor in združujejo gotski slog opatije z baročnim slogom, ki je bil v modi v času njegovega življenja.
Sodobna Westminstrska opatija v veliki meri temelji na francoskih gotskih slogih, zlasti tistih v stolnici v Reimsu, namesto na sočasnih angleških gotskih slogih. Na primer, angleški gotski slog daje prednost velikim in dodelanim stolpom, medtem ko Westminstrska opatija ni imela nobenega stolpa do 18. stoletja. Prav tako je bolj podobna francoskim cerkvam kot angleškim glede na razmerje med višino in širino: Westminstrska opatija ima najvišjo ladjo med vsemi gotskimi cerkvami v Angliji, ladja pa je veliko ožja od katere koli srednjeveške angleške cerkve podobne višine. Namesto kratkega, kvadratnega, vzhodnega konca (kot je bilo v angleški modi) ima Westminstrska opatija dolgo, zaobljeno apsido in ima tudi kapele, ki se širijo iz ambulatorija, kar je značilno za francoski gotski slog. Vendar pa obstajajo tudi izrazito angleški elementi, kot je uporaba materialov kontrastnih barv, kot pri marmorju Purbeck in belem kamnu v križišču.
Severni vhod ima tri verande, sredinska pa ima dovršeno izrezljan timpanon, zaradi česar je pridobil vzdevek 'Salomonova veranda' kot referenco na legendarni tempelj v Jeruzalemu.
Opatija ohranja križni hodnik iz 13. in 14. stoletja, ki bi bil eden najbolj obremenjenih delov cerkve, ko je bil del samostana. Zahodni križni hodnik je bil uporabljen za poučevanje menihov novincev, severni za zasebni študij. Južni križni hodnik je vodil v refektorij, vzhodni pa v kapitelj in dormitorij. V jugozahodnem kotu križnega hodnika je klet, ki so jo prej uporabljali menihi za shranjevanje hrane in vina; v sodobnem času je to opatijska kavarna. Severni križni hodnik in severni konec vzhodnega križnega hodnika, ki je najbližji cerkvi, sta najstarejša; datirata v ok. 1250, ostali pa so od 1352 do 1366. V samostanu je tudi Mali križni hodnik na mestu meniške ambulante. Mali križni hodnik je iz konca 17. stoletja in vsebuje majhen vrt z vodnjakom v središču. Prehod iz Malega križnega hodnika vodi do kolegijskega vrta, ki je bil v neprekinjeni uporabi 900 let, najprej kot zdravilni vrt za menihe, zdaj pa ga urejajo kanoniške hiše in študentski dom Westminstrske šole.
Najnovejši del opatije je stolp Weston, ki je bil dokončan leta 2018 in ga je zasnoval Ptolemy Dean. Stoji med kapitljem in kapelo Henrika VII. ter vsebuje jašek za dvigalo in spiralno stopnišče, ki omogoča javni dostop do triforija, v katerem so galerije kraljičinega diamantnega jubileja. Stolp ima tloris v obliki zvezde in svinčena okna z dovršeno kronasto streho. Notranjost jaška dvigala je obložena s 16 vrstami kamna iz zgodovine opatije, vključno z marmorjem Purbeck, kamnom Reigate in portlandskim kamnom. Projekt je trajal pet let in je stal 22,9 milijona funtov. Galerije je oblikoval McInnes Usher McKnight.

### Notranjost
Cerkev ima v notranjosti slope in stebre iz marmorja Purbeck. Rebrast stropni obok je štiridelen, z grebenastimi rebri in izboklinami in je s 31 m visok, eden najvišjih cerkvenih obokov v Združenem kraljestvu. Da bi med kronanji sprejeli čim več gostov, sta bila transepta zasnovana tako, da sta nenavadno dolga, kor pa je bil postavljen vzhodno od križišča in ne zahodno; element, viden tudi v stolnici v Rheimsu. V 13. stoletju bi bila notranjost cerkve prvotno pobarvana v svetlih barvah in pozlačena, čeprav bi bili stebri ostali nepobarvani.
Ladja je nastajala počasi, v dolgih stoletjih, od vzhoda do zahoda, a kljub temu, ker so se generacije graditeljev držale prvotne zasnove, ima enoten slog. Oznake dolge vrzeli v gradbenih delih med letoma 1269 in 1376 so razmeroma majhne, vendar jih je mogoče videti na peti traveji od križišča: spandreli nad loki so proti prejšnjemu vzhodnemu koncu okrašeni z diamantnim ornamentom, proti zahodnemu delu, pozidanem pozneje, so ravni; suličasta okna imajo na zgodnejši strani foliran krog, na kasnejši strani pa neobkrožen štirilist; in ščiti na stenah ladij so izrezljani na zgodnejši strani in poslikani na poznejši strani. Nad križiščem, v središču cerkve, je strešna lanterna, ki jo je leta 1941 uničila bomba in leta 1958 obnovil arhitekt Stephen Dykes Bower. V kornih ladjah so ščiti donatorjev za obnovo iz 13. in 14. stoletja izrezljani in poslikani v spandrelih arkade. Na vzhodnem koncu ladje je velika korna pregrada, ki ločuje ladjo od kora, izdelana iz kamna iz 13. stoletja, vendar jo je Edward Blore leta 1834 popolnoma predelal, Bower pa ga je v 1960-ih poslikal in pozlatil.
Za glavnim oltarjem, v najsvetejšem delu cerkve, je svetišče in grob Edvarda Spoznavalca. Svetišča svetnikov so bila nekoč običajna v angleških srednjeveških cerkvah, vendar je bila večina uničenih med angleško reformacijo in Edvard je edini večji angleški svetnik, čigar telo še vedno zavzema njegovo svetišče. Okoli njega je v obliki podkve razporejen niz grobnic srednjeveških kraljev in njihovih kraljic: Henrika III., Eleonore Kastiljske, Edvarda I., Filipa Hainaultskega, Edvarda III., Ane Češke in Riharda II., s Henrikom V. v središču podkve, na vzhodnem koncu. Grobnica Henrika III. je bila prvotno prekrita s kosi barvnega stekla in kamna, toda nižje so jih od takrat pobrale generacije turistov. Nad grobnico Henrika V., na ravni vmesne etaže, ki visi nad ambulatorijem, je cerkvena kapela, ki jo je zgradil zidar John Thirske, okrašena s številnimi izklesanimi figurami, vključno s Henrikom V., ki jaha konja in je bil okronan v opatiji. Na zahodnem koncu je svetišče ločeno od glavne cerkve s kamnitim retablom, ki zapira svetišče kot polzaseben prostor. Retabel prikazuje epizode iz svetnikovega življenja, vključno z njegovim rojstvom in gradnjo opatije. Svetišče je zaprto za javnost, razen ob posebnih dogodkih.
Opatija vključuje stranske kapele, ki se širijo iz ambulatorija. Mnoge so bile prvotno vključene v obnovo v 13. stoletju kot posebni oltarji, posvečeni posameznim svetnikom, številne kapele pa še vedno nosijo imena svetnikov, na primer sv. Nikolaja in sv. Pavla. Od časa angleške reformacije kulti svetnikov niso bili več ortodoksni, zato so kapele namesto tega preuredili v prostore za dodatne pokope in spomenike. V severnem ambulatoriju so Islipova kapela, spominska kapela medicinskih sester (včasih imenovana "kapela Slavca"), kapela Gospe s klopi, kapela sv. Janeza Krstnika in kapela sv. Pavla. Islipova kapela  je dobila ime po opatu Johnu Islipu, ki jo je naročil v 16. stoletju. Zaslon v notranjosti je okrašen z vizualno besedno igro ob njegovem imenu, ki prikazuje oko in dečka, ki padata z drevesa (zdrs za oči). V vzhodni ladji severnega transepta so dodatne kapele, poimenovane po (od juga proti severu) sv. Janezu Evangelistu, sv. Mihaelu in sv. Andreju. V južnem ambulatoriju so kapele sv. Nikolaja, sv. Edmunda in sv. Benedikta.
Odtis južnega transepta je nujno manjši od severnega, ker so se gradbeniki iz 13. stoletja naslanjali na že obstoječe križne hodnike iz 11. stoletja. Da bi se transepti ujemali, je južni transept zgrajen tako, da visi nad zahodnim križnim hodnikom. To je omogočilo ustvarjanje prostora nad križnim hodnikom, ki je bil uporabljen za shranjevanje opatijskega bogastva. V južnem transeptu je kapela sv. Vere, zgrajena ok. 1250 služil kot zakristija za menihe opatije. Na vzhodni steni je njena slika, narejena ok. 1290–1310, ki jo prikazujejo, kako drži likalnik, na katerem je bila spečena do smrti.

### Kapiteljska dvorana
Kapiteljska dvorana je bila zgrajena sočasno z vzhodnimi deli opatije pod Henrikom III., med približno letoma 1245 in 1253.  Leta 1872 jo je obnovil sir George Gilbert Scott. Vhod je iz vzhodne stranske ladje in ima dvojna vrata z velikim timpanonom zgoraj.
Notranje in zunanje preddverje vodita do osmerokotnega prostora, ki je izjemne arhitekturne čistosti. Zgrajena je v geometrijskem gotskem slogu z osmerokotno kripto spodaj. Slop iz osmih delov nosi obokan strop. Ob straneh so slepe arkade, ostanki poslikav iz 14. stoletja in številne kamnite klopi, nad katerimi so velika krogovičja s štirilisti Te so praktično sodobne s Sainte-Chapelle v Parizu. 
Kapiteljska dvorana ima izvirni tlak iz polovice 13. stoletja. Vrata v predprostoru segajo okoli leta 1050 in naj bi bila najstarejša v Angliji. Zunanjost vključuje ločne opornike, dodane v 14. stoletju in streho s svinčeno šotorasto streho z laterno na železnem okvirju, ki ga je oblikoval Scott. Prvotno so jo v 13. stoletju uporabljali benediktinski menihi za vsakodnevne sestanke. Pozneje je postala mesto sestankov kraljevega velikega sveta in komune, predhodnice parlamenta.
Pušpanova soba (Pyx Chamber) je tvorila podzemlje meniškega dormitorija. Izvira iz poznega 11. stoletja in je bila uporabljena kot samostanska in kraljeva zakladnica. Zunanje stene in krožni slopi so iz 11. stoletja, več kapitelov je bilo okrašenih v 12. stoletju, kamniti oltar pa je bil dodan v 13. stoletju. Izraz pyx se nanaša na leseno skrinjo iz pušpana (Buxus sempervirens), v kateri so bili na novo skovani kovanci predstavljeni poroti med preizkušnjo da zagotavljajo ustreznost zahtevanim standardom. 
Kapiteljska dvorana in Pušpanova soba v Westminstrski opatiji sta v skrbništvu English Heritage Trust, vendar sta pod skrbništvom in upravljanjem dekana in kapitlja. 

### Kapela Henrika VII
Marijina kapela Henrika VII., znana tudi preprosto kot kapela Henrika VII., je velika Marijina kapela na skrajnem vzhodnem koncu Westminsterske opatije, plačana po volji kralja Henrika VII. Kapela je zgrajena v zelo poznem perpendicular gotskem slogu, katerega veličastnost je povzročila, da jo je angleški pesnik John Leland poimenoval orbis miraculum (čudo sveta). V kapeli so grobnice več monarhov, vključno z Edvardom V., Henrikom VII., Edvardom VI., Marijo I., Elizabeto I., Jakobom I., Karlom II., Jurijem II. in Marijo, škotsko kraljico.
Kapela je znana po stropu v obliki visečega in pahljačastega oboka, ki ga je verjetno zasnoval William Vertue, za katerega je pisatelj Washington Irving dejal, da je bil »dosežen s čudovito natančnostjo in zračno varnostjo pajčevine«. Pravzaprav strop ni pravi pahljačasti obok, ampak banjast obok, preoblečen v pahljačasti obok. Notranje stene so gosto okrašene z rezbarijami, vključno s 95 kipi svetnikov. Številni kipi svetnikov v Angliji so bili uničeni v 17. stoletju, zato so le redki ohranjeni. Tako kot velik del preostale srednjeveške stavbe so bili tudi ti prvotno poslikani in pozlačeni. Z zunanje strani so stene kapele podprte z Zunanjimi oporniki, od katerih ima vsak obliko poligonalnega stolpa, na vrhu katerega je kupola. V središču kapele je grobnica Henrika VII. in njegove žene Elizabete Yorške, ki jo je izdelal kipar Pietro Torrigiano, ki je pobegnil v Anglijo iz Italije, potem ko se je sprl z umetnikom Michelangelom in mu zlomil nos.
Kapela ima v sebi nadaljnje podkapele, ki se širijo iz glavne stavbe. Ena od teh na severu vsebuje grobnice Marije I. in Elizabete I., obe krsti pa sta znotraj Elizabetinega spomenika; druga na jugu pa vsebuje grobnico Marije, kraljice Škotske. Oba spomenika je dal zgraditi Jakob I. Angleški, Elizabetin naslednik na angleškem prestolu in Marijin sin. Na skrajnem vzhodnem koncu je kapela RAF z vitražem, posvečenim tistim, ki so padli v bitki za Britanijo leta 1940. To, kar je zdaj kapela RAF, je bilo prvotno mesto pokopa lorda Protectorja Oliverja Cromwella leta 1658. Cromwell je bil izkopan leta 1661, po Stuartovi obnovi, ko so njegovo truplo obredno obesili z vislic v Tyburnu, kjer je bilo končno pokopano.
Kapela je od leta 1725 tudi matična cerkev reda Bath, nad kornimi klopmi pa visijo prapori članov. Same klopi ohranjajo svoje srednjeveške mizerikordije – majhne police, na katere menihi sedejo med bogoslužjem, pogosto okrašene z raznolikimi in šaljivimi rezbarijami.

## Galerija
- Westminstrska opatija s procesijo vitezov iz kopeli, Canaletto, 1749
- Zastava Westminstrske opatije, ki vsebuje orožje Tudor med Rožami Tudorja nad pripisanimi rokami Edvarda Spoznavalca
- Tloris Westminstrke opatije, 2008
- Fasada ponoči
- Kip sira Roberta Peela, delo Johna Gibsona, Westminster Abbey, The Illustrated London News. 1. oktober 1853

## Kronanja
Od kronanja Viljema Osvajalca leta 1066 je bil vsak angleški in britanski monarh (razen Edvarda V. in Edvarda VIII., ki nikoli ni bil kronan) v Westminstrski opatiji. Leta 1216 Henrika III. ni bilo mogoče okronati v Londonu, ko je prišel na prestol, ker je francoski princ Ludvik  prevzel nadzor nad mestom in tako je bil kralj okronan v Gloucestrski stolnici. Papež Honorij III. je to kronanje ocenil kot neprimerno, zato je 17. maja 1220 v Westminstrski opatiji potekalo ponovno kronanje.
Stol kralja Edvarda (ali stolica svetega Edvarda), prestol, na katerem so v trenutku kronanja sedeli angleški in britanski vladarji, je zdaj nameščen v opatiji v kapeli svetega Jurija blizu zahodnih vrat in se uporablja ob vsakem kronanju od leta 1308. Od leta 1301 do 1996 (razen za kratek čas leta 1950, ko so kamen začasno ukradli škotski nacionalisti) je v stolu domoval tudi Kamen iz Sconea, na katerem so bili kronani škotski kralji. Čeprav se kamen zdaj hrani na Škotskem, v Edinburškem gradu, je predvideno, da se kamen vrne v stol svetega Edvarda za uporabo med prihodnjimi ceremonijami kronanja. 

## Grobovi in spomeniki
Henrik III. je opatijo obnovil v čast kralja svetnika Edvarda spoznavalca, katerega relikvije so bile postavljene v relikviarij v svetišču. V bližini je bil sam Henrik III., kot tudi mnogi angleški kralji rodbine Plantagenet, njihove žene in drugi sorodniki. Do smrti Jurija II. leta 1760 so v opatiji pokopali večino kraljev in kraljic, nekaj pomembnih izjem so bili Henrik VI., Edvard IV., Henrik VIII. in Charles I., ki so pokopani v kapeli svetega Jurija na gradu Windsor. Med drugimi izjemami so Edward II. pokopan v stolnici v Gloucestru, Ivan pokopan v  Worcestrski stolnici, Henrik IV. pokopan v  Canterburyjski stolnici in Rihard III., ki je zdaj pokopan v Leicestrski stolnici in de facto kraljica Jane Gray, pokopana v kapeli svetega Petra ad Vincula v Tower of London. V zadnjem času so bili monarhi pokopani v kapeli svetega Jurija ali v Frogmoreju vzhodno od gradu Windsor.
Od srednjega veka so aristokrate pokopavali znotraj kapelic, menihe in druge ljudi, ki so bili povezani z opatijo, pa so pokopavali v križnem hodniku in drugih območjih. Eden takšnih je bil Geoffrey Chaucer, ki je bil tu pokopan, saj je imel stanovanje v opatiji, kjer je bil zaposlen kot mojster Kraljevih del. Ostali pesniki, pisatelji in glasbeniki so bili pokopani ali imajo spomenike okoli Chaucerja v tistem, kar je postalo znano kot Poets 'Corner. Glasbeniki iz opatije, kot je Henry Purcell, so bili tudi pokopani na svojem delovnem mestu. 
Naknadno je postala ena najpomembnejših britanskih časti, da so te pokopali ali spominsko obeležili v opatiji. Praksa pokopavanja nacionalnih osebnosti v opatiji se je začela pod Oliverjem Cromwellom s pokopom admirala Roberta Blaka leta 1657. Praksa se je razširila na generale, admirale, politike, zdravnike in znanstvenike, kot so Isaac Newton, pokopan 4. aprila 1727, Charles Darwin, pokopan 26. aprila 1882, in Stephen Hawking, pokopan 15. junija 2018. Drug je bil William Wilberforce, ki je vodil gibanje za odpravo suženjstva v Združenem kraljestvu in plantažah, pokopan 3. avgusta 1833. Wilberforce je bil pokopan v severnem transeptu, blizu svojega prijatelja, nekdanjega premiera Williama Pitta.
V zgodnjem 20. stoletju so v opatiji začeli čedalje pogosteje pokopavati kremirane ostanke in ne krste. Leta 1905 je bil igralec sir Henry Irving kremiran in njegov pepel pokopan v Westminstrski opatiji, s čimer je postal prva oseba, ki je bila kdaj kremirana pred pokopom v opatiji. Večina pokopov v opatiji je kremiranih ostankov, nekateri pa so še vedno običajni - Frances Challen, žena Sebastiana Charlesa, kanonika iz Westminstra, je bila leta 2014 skupaj z možem pokopana v južnem koru. Člani družine Percy imajo v kapeli svetega Nikolaja v opatiji družinsko grobnico, kripto Northumberland. 
V nadstropju, tik pred velikimi zahodnimi vrati, v središču ladje, je grob Neznanega bojevnika, neznanega britanskega vojaka, ujetega na evropskem bojišču med prvo svetovno vojno. Pokopali so ga v opatiji 11. novembra 1920. Ta grob je edini v opatiji, po katerem je prepovedano hoditi.
Na vzhodnem koncu Marijine kapele je spominska kapela letalcem  kraljevskega vojnega letalstva, ki so bili ubiti v drugi svetovni vojni. Vključuje spominsko okno bitke za Britanijo, ki nadomešča prejšnje Tudorjev vitraj, uničen v vojni. 
6. septembra 1997 je bil organiziran uradni, čeprav ne "državni" pogreb Diane, welške princese. To je bil kraljevi slovesen pogreb, vključno s kraljevim ceremonialom in anglikansko pogrebno liturgijo. Drug javen pogreb je bil v nedeljo na zahtevo ljudi. Pokop se je zasebno zgodil kasneje isti dan. Prisotni so bili Dianin bivši mož, sinova, mati, sorojenci, tesni prijatelj in duhovnik. Dianino telo je bilo oblečeno v črno obleko z dolgimi rokavi, ki jo je oblikovala Catherine Walker, ki jo je izbrala pred nekaj tedni. V roke je bil postavljen komplet rožnega venca, darilo, ki ga je prejela od matere Tereze, ki je umrla dan pred Dianinim pogrebom. Njen grob je na njenem družinskem posestvu Althorp na zasebnem otoku. 
Leta 1998 je bilo deset prostih niš na fasadi nad Velikimi zahodnimi vrati zapolnjeno z reprezentativnimi krščanskimi mučenci 20. stoletja različnih poimenovanj. Spominjajo se Maximilian Kolbe, Manche Masemola, Janani Luwum, velika vojvodinja Elizabeta Ruska, Martin Luther King Jr., Óscar Romero, Dietrich Bonhoeffer, Esther John, Lucian Tapiedi in Wang Zhiming. [67] [68]
9. aprila 2002 je bil v opatiji organiziran slovesni pogreb kraljice Elizabete, kraljice matere. Pozneje so jo istega dne premestili v spominsko kapelo kralja Jurija VI. v kapeli svetega Jurija v gradu Windsor poleg njenega moža, kralja Jurija VI., ki je umrl pred 50 leti. Hkrati je bil pepel hčerke kraljice matere, princese Margarete, grofice Snowdon, ki je umrla 9. februarja 2002, prav tako položen v zasebno družinsko grobnico.

### Kozmatski tlak
Na križišču, pred svetiščem Edvarda Spoznavalca in glavnim oltarjem, je kozmatski tlak, 700 let stara popločana tla iz skoraj 30.000 kosov barvnega stekla in kamna. Tam potekajo kronanja v opatiji in meri skoraj 25 kvadratnih metrov.
Tlak je dobil ime po družini Cosmati iz Rima, ki je bila znana po tem delu. Naročil ga je Richard Ware, ki je odpotoval v Rim leta 1258, ko je postal opat, in se vrnil s kamnom in umetniki. Uporabljeni porfir so prvotno pridobivali daleč v Egiptu, v Italijo pa so ga domnevno prinesli v času Rimskega cesarstva. Ko so ga izdelali, ga je obdajal napis z medeninastimi črkami, je izgubljen, napisan v latinščini, ki navaja umetnikovo ime Odericus, verjetno se nanaša na oblikovalca Pietra di Oderisia ali njegovega sina. Napis je tudi napovedal konec sveta 19.863 let po nastanku. V nasprotju s tradicionalnim mozaikom kosi niso rezani na enotno velikost, temveč so izdelani s tehniko, znano kot opus sectile. Edinstven je med vsemi tovrstnimi tlaki v Evropi zaradi uporabe koščkov temnega marmorja Purbeck, ki tvorijo krepke robove namesto bolj značilnega belega marmorja. Tlak je vplival na kasnejšo obdelavo tal v kapeli sv. Jurija, gradu Windsor in Canterburyjski stolnici.
Geometrične oblike, kot so tiste na tlaku, naj bi pomagale menihom v opatiji pri kontemplaciji in posredovale srednjeveške krščanske ideje o naravi vesolja, ki jih ni bilo mogoče preprosto ubesediti. Velik del zasnove temelji na geometrijskem principu, imenovanem podvojitev kvadrata, ki je med kamnoseki veljal za poslovno skrivnost. Štiristranski kvadrati, štirikratna simetrija in štirje notranji okrogli motivi predstavljajo štiri elemente klasične filozofije, pri čemer osrednji okrogel predstavlja neizoblikovano stanje vesolja na začetku stvarjenja. Vsakega notranjega kroga se dotikata dva pasova, ki predstavljata skupne lastnosti vsakega elementa – na primer, v klasični filozofiji sta tako voda kot zrak veljala za 'vlažna', tako zrak kot ogenj pa sta veljala za 'vroča'.

## Šole
Na območju opatije sta tudi Westminstrska šola in zborovska šola, ki izobražuje in trenira pevce, ki pojejo v službi v opatiji. 

## Glasba
Westminstrska opatija slovi po svoji zborovski tradiciji, repertoar anglikanske cerkvene glasbe pa je slišati pri vsakodnevnem bogoslužju, zlasti v službi Choral Evensong. 

### Orgle
Orgle so leta 1937 zgradili Harrison & Harrison, s štirimi manuali in 84 registri; prvič so jih uporabili na kronanju za kralja Jurija VI. Nekaj cevi iz prejšnjih Hillovih orgel iz leta 1848 je bilo obnovljenih in vključenih v novo shemo. Ohišje, ki ga je zasnoval in zgradil John Loughborough Pearson v poznem 19. stoletju, so ponovno postavili in pobarvali leta 1959.
V letih 1982 in 1987 so Harrison in Harrison pod vodstvom takratnega organista iz opatije Simona Prestona razširila orgle, da bi vključila še orgle nižjega kora in orgle Bombarde: sedanji instrument ima zdaj pet manualov in 109 registrov. Harrison in Harrison so leta 2006 prenovili konzolo orgel.

## Zvonovi
Zvonovi v opatiji so bili prenovljeni leta 1971. Prstan je zdaj sestavljen iz desetih zvonov, obešenih za spremenjeno zvonjenje, ki jih je leta 1971 ulila Livarna zvonov Whitechapel, uglašene v: F #, E, D, C #, B, A, G, F #, E in D. Tenorski zvon v D (588,5 Hz) ima težo 1544 kg. 
Poleg tega obstajata dva servisna zvona, ki ju je leta 1585 in 1598 ulil Robert Mot, zvon Sanctus iz leta 1738 Richarda Phelpsa in Thomasa Lestra ter dva neuporabljena zvona, eden iz okoli leta 1320 naslednik za R de Wymbish, in drug Thomasa Lestra, ulit leta 1742. Svet za cerkvene stavbe Anglikanske cerkve je oba označil za zgodovinsko pomembna, skupaj s četrtim majhnim srebrnim 'jedilnim zvonom', ki se hrani v refektoriju. 

## Muzej
Muzej je bil v obokanem podzemlju iz 11. stoletja pod dormitorijem nekdanjih menihov v Westminstrski opatiji. To je bilo eno najstarejših območij opatije, ki ga je leta 1065 ustanovil Edvard Spoznavalec. Ta prostor se je od leta 1908 uporabljal kot muzej , vendar je bil junija 2018 zaprt za javnost, ko so ga kot muzej zamenjale jubilejne galerije Queen's Diamond, visoko v triforiju opatije.

## V popularni kulturi
Westminstrska opatija je omenjena v drami Henrik VIII., ki sta jo napisala William Shakespeare in John Fletcher, ko gospod opisuje prizor kronanja Anne Boleyn.
Opatija je bila omenjena v poeziji že leta 1598, v sonetu duhovnika Thomasa Bastarda, ki se začne z »Ko z globokim presenečenjem zagledam / V slavni Westminster, kako se tam obnavlja / Živi v medeninastem ali kamnitem spomeniku / Princi in vrednih vseh vrst«. Poezijo o opatiji sta napisala tudi Francis Beaumont in John Betjeman.
Stavba se pojavlja na slikah umetnikov, kot so Canaletto, Wenceslaus Hollar, William Bruce Ellis Ranken in J. M. W. Turner.
Leta 1995 je dramatik Alan Bennett produciral dokumentarec z naslovom The Abbey, v katerem je pripovedoval o svojih izkušnjah s stavbo. Ključni prizori v knjigi in filmu Da Vincijeva šifra se odvijajo v Westminstrski opatiji. Leta 2005 je opatija zavrnila dovoljenje za snemanje producentom filma in knjigo označila za 'teološko neutemeljeno'. Namesto tega film uporabi Lincolnovo stolnico kot nadomestno mesto. Opatija je svojemu osebju izdala informativni list, da so lahko odgovorili na vprašanja oboževalcev, ki so ovrgli več trditev v knjigi.
Leta 2022 je bilo objavljeno, da je opatija izdala redko dovoljenje za snemanje v cerkvi za nenaslovljeni osmi film Misija: Nemogoče.